# Lac Margot
Pour les articles homonymes, voir Margot.
Le lac Margot est un lac français de l'île principale de l'archipel des Kerguelen, dans les Terres australes et antarctiques françaises. Il est situé sur la péninsule Courbet à 142 mètres d'altitude.